# Chimarra muoitam
Chimarra muoitam is een schietmot uit de familie Philopotamidae. De soort komt voor in het Oriëntaals gebied.